# Abemama

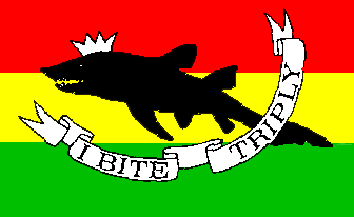
Vlajka krále Binoky, 1889

Abemama (také Apamama) je korálový atol, součást Gilbertových ostrovů. Leží 150 km jihovýchodně od Jižní Tarawy, hlavního města republiky Kiribati. Rozloha pevné země činí 27,37 km², celý atol včetně laguny měří 132,4 km². Laguna je ze severovýchodní strany obklopena dlouhým a úzkým ostrovem Abemama, k jihozápadu je otevřená, nad hladinu moře zde vyčnívají jen nevelké ostrůvky Abatiku a Biike. Ostrovy jsou ploché, maximální nadmořská výška činí tři metry. Žijí na nich přes tři tisíce obyvatel ve třinácti vesnicích. Správním střediskem je největší vesnice Kariatebike s více než pěti sty obyvateli. Na severním konci ostrova nedaleko obce Tabiang se nachází letiště zajišťující spojení s hlavním městem. Ekonomika ostrova závisí na turistickém ruchu, pěstuje se palma kokosová, kolokázie jedlá a chlebovník, v okolním moři se loví albula liščí.
Abemama byla osídlena zhruba před pěti sty lety lidmi ze Samoy. Prvním bělochem na ostrově byl v roce 1799 anglický kapitán Charles Bishop, který ho pojmenoval podle jednoho člena své posádky Roger Simpson Island, název se však neujal. V letech 1889 a 1890 pobýval na Abemamě se svou rodinou spisovatel Robert Louis Stevenson, který zdejší život popsal v knize Do jižních moří. V té době na ostrově vytvořil vlastní stát náčelník Tem Binoka, který zbohatl na obchodu s koprou. Po Binokově smrti byl ostrov vyhlášen 27. května 1892 britským protektorátem. Za druhé světové války ho zabrali Japonci, 20. listopadu se na ostrově vylodila americká armáda v rámci operace Galvanic a zřídila zde vojenskou základnu. V roce 1947 bylo navrženo, aby se na Abemamě vybudovalo hlavní město Gilbertových ostrovů, ale koloniální úřady daly přednost ostrovu Tarawa, jehož laguna umožňuje kotvit i velkým lodím. V roce 1979 se Abemama stala součástí nezávislého Kiribati.